# جاوه (الأردن)
مدينة جاوه، تكتب أحياناً جاوا، هي موقع أثري يعود إلى العصر البرونزي المبكر، ويقع في بادية الشام وتحديدا شمال شرق الأردن، في محافظة المفرق شرق بلدة دير القن ب8 كم وتبعد عن مركز المحافظة 95 كم تقريباً  وتطل على وادي راجل والذي يعتبر من أهم الأودية في المنطقة، وتميز المنطقة بكثرة انتشار الحجارة البازلتية في الموقع على أثر البراكين التي قامت في المنطقة خلال العصور الجيولوجية، وقلة الأمطار السنوية مما قد يعني الجفاف وذلك بسبب الطبيعية المناخية لصحاري. يقع في المدينة\الموقع أقدم سد في العالم وهو سد جاوا وأقدم نظام حصاد مائي في العالم.
يٌعرف الموقع بأنه كان سابق لاختراع الكتابة، لذا لا توجد معلومات عن لغة السكان. في المقابل، يعتبر المكان من أوائل المستوطنات البشرية وظهر به أول طرق استخدام للسدود كسد جاوا ونقل المياه بالقناوات. وعلى الرغم من غياب الكتابة، إلا أن الموقع يحوي منحوتات بدائية ونقوشاً صوريًّة عن الحيوانات البرية، كالفهد والأيائل،

## تاريخ البحث الأثري
كان أول من زارها وينت وذلك في عام 1950م، وأكد بأنها من المدن الرئيسية الواقعة على وادي راجل، وقد أعيد المسح في المنطقة في الأعوام 1966م و 1972م و 1973م، وبناء على المسوحات الأولية أرخت إلى العصور البرونزية المبكرة، بدأ العمل المنتظم في المدينة على يد هيلمز.

صورة جوية للتل الذي عليه مدينة جاوه

## تاريخ الاستقرار البشري في المدينة
كانت بدايات تأسيس الموقع ترجع إلى النصف الثاني من الألف الرابع قبل الميلاد (3500-+ ق.م)، واشتهر الموقع في العصر البرونزي المتوسط المرحلة الأولى MBI. ولكنه هجر مع نهاية العصر البرونزي، ويعزى العلماء ذلك إلى الجفاف وقلة الأمطار حيث تزامن ذلك مع انتهاء مرحلة الأطلنطي من فترة الهولوسين، وهي فترة كانت تشهد فيها الجزيرة العربية وشمال أفريقيا أمطاراً أكثر جعلت من الصحراء الكبرى والجزيرة العربية وكذلك صحراء الشام، مناطق خضراء عشبية كالسافانا الأفريقية.

## سكان جاوه
قدرت الدراسات الأولى، Helms، بأن عدد السكان في الفترة السكنية الأولى حوالي 3000-5000 أي بالفترة بين 3000 ق.م إلى 3500 ق. م، بينما قل كثيراَ في المرحلة السكنية اللاحقة. لكن الدراسات الأحدث انتقدت العدد بناءاً على بيانات المطر والحصاد الممكن الذي لا يمكنه أن يدعم غذاء ذلك العدد من السكان بسبب تذبذب المطر بتلك المنطقة وفي تلك الحقبة. وافترضت الدراسة بأن السكان قد انتقلوا موسمياً بين جاوه وسهول حوران إلى الغرب التي على مسافة يوم أو يومين مشياً على الأقدام. وعلى أي حال، يفترض بأن التجارة كانت عاملاً أساسياً بالاقتصاد السكاني لجاوه وذلك عن طريق المقايضة مع مستوطنات بشرية قريبة.
لا توجد معطيات كثيرة عن أصل السكان، ويفترض هيلمس بأن أصول السكان جاؤوا من جنوب بلاد الرافدين بسبب خبراتهم بجمع المياه، وإن كان ذلك يتعارض مع حقيقة بأن النظام المائي بها كان معقداً ومتطوراً في الموقع، وليس له مثال متشابه معه في باقي المواقع الأخرى، ويعتبر النظام المائي المتمثل بالخزانات والسدود لحفظ مياه الأمطار هي الأقدم في العالم وكانت تعتبر المصدر الرئيسي للمياه في جاوه، وقام سكان جاوه ببناء مدينتهم معتمدين على المركزية المدينة، فقاموا ببناء الأفران والورش ومرافق التخزين وسيطروا على الطرق الداخلية والخارجية. ولكن يبدو أن هذا الموضوع ما زال قيد الدراسة آذ تشير الدراسات على أن سكان جاوه كانوا على اتصال مع المناطق القريبة والبعيدة عنهم، ومما قد يدل على ذلك العثور على فخار في موقع تل دير علا مطابق للفخار الذي عثر عليه في جاوه.

## العمارة

مخطط يبين مدينة جاوه

تم الكشف عن بيوت دائرية الشكل تؤرخ إلى العصر البرونزي المبكر، وقد تم استخدام الحجارة البازلتية في البناء، وكان يلحق بكل بيت غرفة للتخزين الطعام، كما عثر على بيوت ذوات الجدار المنحني، وكان السقف المنزل يرفع بدعائم خشبية ترتكز على قواعد من البلاطات البازلتية، وبنيت البيوت تحت مستوى الأرض، وكانت الأرضيات والجدران مطلية بطبقة من القصارة. جاءت المباني في جاوه مبنية من حجارة البازلت، تم استخدام البلاطات الحجرية لبناء السقوف والتي رفعت بدعامات.
تم تقسيم المساكن في جاوه كالتالي:
1. ساحة مركزية مكشوفة تحيط بها غرف صغيرة.
2. حظائر الحيوانات.
3. مبان تشبه القبو.
4. و مباني ذات حجرة صغيرة، قد تحتوي على ساحات مكشوفة، ومنها لا يحتوي على ساحات..

أما أكثر مباني جاوه في العصر البرونزي المتوسط أهمية هي القلعة التي بنيت على أعلى نقطة في الموقع، وقد تم بنائها من الحجارة البازلتية وبلغت أبعادها 26م*18م، أما تخطيطها على شكل حجرات صغيرة مثل الخلايا وتنفيذ هذه الحجرات على بعضها بأبواب ضيقة ليست مرتفعة ويعود بنائها إلى العصر البرونزي المتوسط الأول MBI.

## التحصينات الدفاعية

مخطط يبين قلعة جاوه

### سور المدينة الأثرية
بني سور المدينة الأثرية في الحارتين السفلى والعليا بحجارة بازلتية كبيرة، وأن السور التحصيني في الحارة السفلي من المدينة قد بني بجدارين متوازيين ترك بين واجهتيهما فراغا يصل إلى 3 أمتار، وبني السور إلى الداخل من واجهتيهما جدران متعامدة عليهما لتقسيم الفراغ إلى وحدات منفصلة ملئت بالحجارة والتراب، وذلك لتعطي التحصين منعة وقوة ويصل عرض السور الإجمالي إلى 155 متر، أما بقايا الجزء المكتشف من السور في الحارة العليا فهي عبارة عن جدار حجري بعرض 5 متر.

### الأبراج التحصينية
كشف في الحارة السفلى عن بقايا برجين نصف دائريين داخليين وبرج نصف دائري. أما بوابات المدينة تم الكشف عن ثلاثة عشر بوابة، منها خمسة في الحارة العليا من المدينة وثمانية في الحارة السفلى، وما زال بعضها بحالة جيدة حتى الوقت الحاضر، أهمها البوابة الرئيسة (UTI) في الحارة العليا، والبوابة (LT4) في الحارة السفلى. تعتبر البوابة UT1 المدخل الرئيسي للمدينة، وتتكون هذه البوابة من حجرة منتظمة الشكل، محورها طويل يمتد مع الاتجاه الطبيعي للمصطبة التي أقيمت عليها البوابة، وقد دعم الجزء السفلي من البوابة من الجهتين الشمالية والجنوبية بالجدار التحصيني الذي أحاط بالموقع، وأحيطت الغرفة بعضدتين ضخمتين لتثبيت الباب الذي يتكون من شقتين، أما وظيفة البوابة كانت لتنظيم عمليات الدخول إلى المدينة، واستخدمت كملجأ أو مكان لسكنى الحرس. تشبه بوابة الحارة السفلى LT4 من حيث تقنيتها وخامة البناء البوابة UT1 لكنها أصغر حجما وأقل ارتفاعا، وتتألف البوابة من حجرتين مستطيلتين مدعمة بواسطة ثلاث دعامات حجرية، لها ثلاثة أبواب منفصلة على الطول المنحدر الجنوبي الغربي من المدينة، وكان يتم الوصول إلى هذه البوابة من خلال مجموعات لدراجات الحجرية، ويعتبر هذا العدد من البوابات التي تم الكشف عنها في الموقع الواحد من أهم ميزات التي تميز بها من موقع جاوة عن غيرها.

المخطط يبين النظام المائي في جاوه

## الفخار
عثر في جاوه على فخار بوجود نتوءات قرب الحافة الإناء تشكل مقابض وهمية، وأكثر هذه الأواني انتشار هي الجرار بدون رقبة Hole- mouth، ويؤرخ هذا الفخار للعصر البرونزي المبكر. 
كما كشف عن أدوات لطحن والجرش وزبادي ومداقات.

## الفن
كما أشير أعلاه، كانت هذه الحضارة سابقة لاختراع الكتابة لذا لا توجد الكثير من الدلائل فيما يخص لغة السكان وثقافتهم أو معتقداتهم. لكن، عثر في جاوه على دمى مبهمة غير واضحة المعالم ورسومات للأشخاص وحيوانات، كما عثر على خرز من العقيق الأحمر. تتطلب بالطبع هذه اللقى المزيد من الدراسات لتشكيل صورة ما عن ثقافة هذا الشعب.